# Грепьяк
Грепья́к (фр. Grépiac, окс. Grepiac) — коммуна во Франции, находится в регионе Юг — Пиренеи. Департамент — Верхняя Гаронна. Входит в состав кантона Отрив. Округ коммуны — Мюре.
Код INSEE коммуны — 31233.

## География

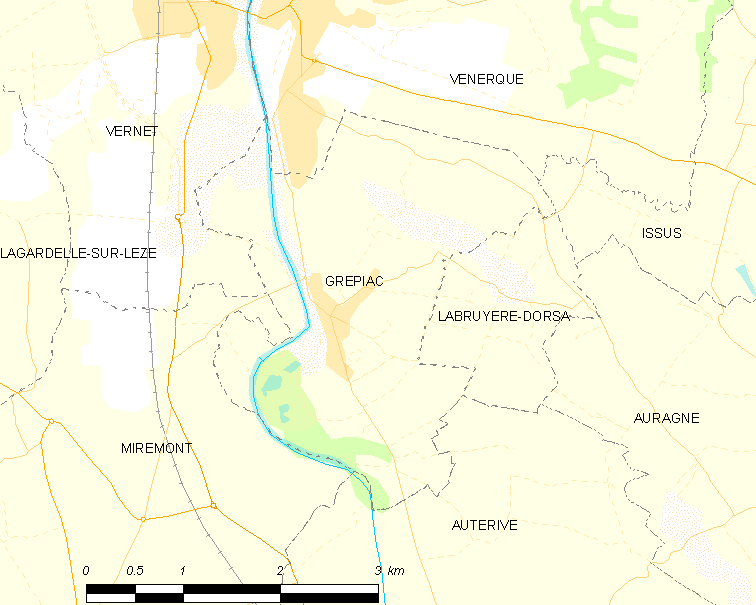
Карта коммуны

Коммуна расположена приблизительно в 610 км к югу от Парижа, в 23 км к югу от Тулузы.
На западе коммуны протекает река Арьеж.

## Климат
Климат умеренно-океанический. Зима мягкая и снежная, весна характеризуется сильными дождями и грозами, лето сухое и жаркое, осень солнечная. Преобладают сильные юго-восточные и северо-западные ветры.

## Население
Население коммуны на 2010 год составляло 990 человек.
| 1962 | 1968 | 1975 | 1982 | 1990 | 1999 | 2010 |
| ---- | ---- | ---- | ---- | ---- | ---- | ---- |
| 350  | 432  | 588  | 647  | 681  | 789  | 990  |

## Администрация
| Период | Период | Фамилия            | Партия | Примечания |
| ------ | ------ | ------------------ | ------ | ---------- |
| 1945   | 1977   | Жозеф Горг         |        |            |
| 1977   | 1983   | Жан-Робер Руан     |        |            |
| 1983   | 1995   | Роже Видаль        |        |            |
| 1995   | 2008   | Шарль-Ноэль Турнье |        |            |
| 2008   | 2020   | Ален Ривелла       |        |            |

## Экономика
В 2010 году среди 618 человек трудоспособного возраста (15—64 лет) 480 были экономически активными, 138 — неактивными (показатель активности — 77,7 %, в 1999 году было 72,3 %). Из 480 активных жителей работали 436 человек (221 мужчина и 215 женщин), безработных было 44 (22 мужчины и 22 женщины). Среди 138 неактивных 64 человека были учениками или студентами, 47 — пенсионерами, 27 были неактивными по другим причинам.